# Markie Post
Marjorie Armstrong „Markie” Post (ur. 4 listopada 1950 w Palo Alto, zm. 7 sierpnia 2021 w Los Angeles) – amerykańska aktorka i producentka telewizyjna.

## Życiorys

### Wczesne lata
Urodziła się w Palo Alto w Kalifornii jako drugie z trójki dzieci Marylee Post, poetki, i Richarda Freemana Posta, naukowca / fizyka nuklearnego. Dorastała z dwójka rodzeństwa w Stanford i Walnut Creek, gdzie ukończyła Las Lomas High School i była cheerleaderką. Przez jakiś czas uczęszczała do Pomona College Claremont w Kalifornii. W 1975 ukończyła Lewis & Clark College w Portland w Oregonie, gdzie zdobyła tytuł Bakalaureat.

### Kariera
Grała na scenie w przedstawieniach takich jak A Day in the Death of Joe Egg, The Fantasticks, Faceci i laleczki i Włochata małpa Eugene’a O’Neilla. Pracowała jako asystentka gospodarza kilku teleturniejów, w tym Card Sharks (1978-1981) i Ułamek sekundy (Split Second), którego twórcą był Monty Hall. Wkrótce wzięła udział w komedii telewizyjnej NBC Frankie i Annette: drugi raz w okolicy (Frankie and Annette: The Second Time Around, 1978) z Frankiem Avalonem. Jedną z jej pierwszych głównych ról była postać Barbara Jane Bookman w serialu komediowym ABC Semi-Tough (1980) z udziałem Davida Hasselhoffa. Od 2 lutego do 8 maja 1981 grała niewielką rolę Chris Brennan w miniserialu kryminalnym NBC Kroniki gangsterów (Gangster Wars, 1981) w reż. Richarda C. Sarafiana u boku Michaela Nouriego w roli Charlesa „Lucky’ego” Luciana i Joego Penny jako Benjamina „Bugsy” Siegela. Stała się ulubienicą wśród amerykańskich telewidzów dzięki roli prostolinijnej prawniczki Christine Sullivan w sitcomie NBC Nocny trybunał (Night Court, 1984-1992). W opartym na prawdziwej historii dreszczowcu NBC Kto zabił moją córkę? (1994) wcieliła się w rolę matki, która prowadzi śledztwo w sprawie śmierci swojej córki. Choć regularnie brała udział w telewizyjnych filmach stacji Lifetime i Hallmark, sporadycznie występowała w filmach kinowym, w tym komediodramacie sportowym Daniela Petrie Paczka sześciu (1982) z Kennym Rogersem i jako matka Mary Jensen (Cameron Diaz) w komedii Bobby’ego i Petera Farrellych Sposób na blondynkę (1998). W serialu kryminalnym NBC Chicago PD (2014-2017) grała Barbarę „Bunny” Fletcher, matkę detektyw Erin Lindsay (Sophia Bush).

## Życie prywatne
11 czerwca 1971 wyszła za mąż za Stephena Knoxa, z którym się rozwiodła 5 września 1972. 7 lutego 1982 poślubiła producenta i scenarzystę telewizyjnego Michaela A. Rossa, z którym miała dwie córki – Kathleen (ur. 16 czerwca 1987) i Daisy (ur. 30 marca 1990).

### Śmierć
Zmarła 7 sierpnia 2021 w Los Angeles po czteroletniej walce z rakiem w wieku 70 lat.

## Filmografia

### Filmy
- 1982: Paczka sześciu jako Sally Leadbetter
- 1994: Kto zabił moją córkę? (TV) jako Laurie Philips
- 1997: Rozgadana farma (TV) jako Koń (głos)
- 1998: Sposób na blondynkę jako matka Mary
- 2007: Świąteczny więzień (TV) jako Katherine Chandler

### Seriale TV
- 1979: Barnaby Jones jako Linda Woods
- 1981: Największy amerykański bohater jako Deborah Dante
- 1982: Statek miłości jako Donna Baker
- 1983: Drużyna A jako Leslie Becktall / zakonnica Teresa
- 1983: Zdrówko jako Heather Landon
- 1983: Statek miłości jako Doris Holden / Dee Dee
- 1984: Drużyna A jako Rina
- 1992-1995: John, Georgie i cała reszta  jako Georgie Anne Lahti Hartman
- 1997: Świat według Dave’a jako Lisa McCauley
- 2000: Życie do poprawki jako Nancy Waldron / Peggy McIntrye
- 2002-2006: Hoży doktorzy jako Lily Reid
- 2003: Bez pardonu jako Audrey Livermore
- 2004: Bez pardonu jako Audrey Livingston / Simone Fairgate
- 2006: Zaklinacz dusz jako Diana Lassiter
- 2008: Rockefeller Plaza 30 w roli samej siebie
- 2010-2013: Transformers: Prime jako June Darby
- 2013: Znowu w grze jako Dotty
- 2014-2017: Chicago PD jako Barbara „Bunny” Fletcher
- 2018: Santa Clarita Diet jako Becky